# Traditionalisme (katholicisme)
Het traditionalisme is de stroming binnen de Katholieke Kerk die gehecht is aan de inhoud en de vorm van het katholieke geloof zoals dat was voor het Tweede Vaticaans Concilie (1962-1965).
Een bijzondere nadruk wordt gelegd op theologie en liturgie. Het bekendste kenmerk van deze stroming is dan ook het gebruik van het missaal van de Tridentijnse ritus in een van haar laatste edities (1910, 1955, of 1962).

## Opdeling
Traditionalisten kan men onderverdelen in drie groepen:
- reguliere traditionalisten – bijvoorbeeld de Priesterbroederschap van Sint-Pieter (FSSP), Priesterbroederschap van de Heilige Johannes-Maria Vianney (SSJV), in het bisdom Campos, het Instituut Christus Koning en Soeverein Hogepriester (ICRSP) en de Servi Jesu et Mariae (SJM), alsmede het Instituut van de Goede Herder (IBP);
- irreguliere traditionalisten – bijvoorbeeld de Priesterbroederschap Sint-Pius X (FSSPX);
- sedisvacantisten – bijvoorbeeld de Priesterbroederschap Sint-Pius V (SSPV) en de Congregatie Maria Onbevlekte Koningin (CMRI).

Alle groepen aanvaarden integraal de katholieke geloofsschat, zoals die heeft bestaan vanaf het begin van het katholicisme. Allen zien zij echter een breuk met de overlevering van het geloof in de Kerk sedert het Tweede Vaticaans Concilie. Deze drie groepen verschillen in de manier waarop zij met deze breuk met de vroegere doctrine in de Kerk omgaan. Geen enkele van deze groepen zijn ketters of geloofsafvalligen; zij verdedigen zonder uitzondering met grote ijver alle dogma's van de Katholieke Kerk. Allen gebruiken zij de Tridentijnse liturgie, de zogenaamde oude ordo missae, gecodificeerd door paus Pius V.
De reguliere en irreguliere traditionalisten aanvaarden de paus als zichtbaar hoofd van de Katholieke Kerk op Aarde en plaatsbekleder van Jezus Christus. De sedisvacantisten aanvaarden de huidige pausen van na 1958 (vanaf paus Johannes XXIII) niet als zichtbaar hoofd van de Kerk op aarde en plaatsvervanger van Jezus Christus. Deze laatste groep is materieel schismatiek en acht zichzelf niet in eenheid met de pausen in Rome van na 1958. Deze laatste groep moet ook onderscheiden worden van een vierde groep, conclavisten genoemd. Deze aanvaarden ook de pausen sedert 1958 niet, maar zijn een stap verder gegaan met het kiezen van een antipaus.
Deze aanvaarding of verwerping van de actuele pausen, als legitieme opvolgers van Petrus, tussen reguliere traditionalisten en sedisvacantisten komt uit eenzelfde opvatting over het pontificaat, namelijk dat de paus in al zijn woorden, daden, handelingen en uitlatingen, waar het uitspraken over de geloofsinhoud betreft, onfeilbaar is. Beide groepen menen dat de Kerk sinds het Tweede Vaticaans Concilie als gevolg van het modernisme door onverzoenbare tegenstellingen in geloof en zeden wordt geteisterd.
Op grond van het kerkelijk recht (CIC 751) worden soms ook de irreguliere traditionalisten als schismatiek aangemerkt. In 2005 werd dit beeld genuanceerd door kardinaal en president van de Commissie Ecclesia Dei Darío Castrillón Hoyos; er is volgens hem sprake van een "schismatieke houding", maar niet van een daadwerkelijk schisma.
De irreguliere traditionalisten aanvaarden de onfeilbaarheid van de paus, maar onderkennen de grenzen hiervan, zoals die werden vastgesteld op het Eerste Vaticaans Concilie (1869-1870). Het grote verschil tussen reguliere en irreguliere traditionalisten bestaat in het feit dat de reguliere traditionalisten in volledige gemeenschap staan met de Romeinse hiërarchie, terwijl de irreguliere traditionalisten canoniek gezien zich in een niet geregulariseerde situatie bevinden. Terwijl de reguliere traditionalisten officieel de nieuwe leringen van het Tweede Vaticaans Concilie moeten aanvaarden en principieel bereid moeten zijn de Novus Ordo Missae te vieren, weigeren de irreguliere traditionalisten zonder meer dit te aanvaarden. Deze twee groepen vormden wereldwijd één grote gemeenschap tot 1988 toen mgr. Marcel Lefebvre vier hulpbisschoppen wijdde, tegen de wensen en voorschriften van de Heilige Stoel in. Hiervoor werden hij, samen met de vier gewijde hulpbisschoppen, en mgr. Antonio de Castro Mayer geëxcommuniceerd. Lefebvre beriep zich echter op de noodtoestand die de crisis in de Kerk zou veroorzaakt hebben.
Herhaaldelijk werden formele en informele gesprekken en onderhandelingen gevoerd tussen Rome en de irreguliere traditionalisten om te komen tot een canoniek geregulariseerde verhouding tussen hun instituten en de Heilige Stoel. De afkondiging van het motu proprio Summorum Pontificum in 2007 was hiervan een illustratie.

## Geschiedenis
Na het Tweede Vaticaanse Concilie werden verschillende veranderingen doorgevoerd in de Katholieke Kerk wat betreft de vorm van de geloofsbeleving. Het meest abrupt was dit merkbaar aan de liturgie. Het Latijn werd praktisch overal vervangen door de volkstaal, ook al bevestigde Vaticanum II het Latijn als de universele taal van de Kerk. Er kwam in de meeste kerken een volksaltaar waar de priester achter kon gaan staan en zodoende de Eucharistie kon vieren, gekeerd naar de gelovigen. Minder in het oog springend waren de veranderingen in de liturgische teksten: zowel voor de Eucharistie als voor het Officie kwamen er nieuwe boeken met grote veranderingen in de tekst. In 1969 voerde Paulus VI de Nieuwe Liturgie (Novus Ordo Missae) in voor de Westerse Kerk. Volgens de traditionalisten werd onder het mom van democratisering van de liturgie een nieuwe inhoud van de mis verspreid, onder andere door middel van invoering van de volkstaal. Deze nieuwe mis legt de nadruk op het avondmaalkarakter (de 'misviering') en minder op het offerkarakter van de plechtigheid. Dit komt uit een andere opvatting over het wezen van de mis, die wordt toegeschreven aan de commissie van wijzen, die de nieuwe mis had ontworpen. Deze commissie wilde volgens haar tegenstanders bewust zo veel mogelijk elk katholiek struikelblok voor toekomstige eenheid met protestanten uit de mis verwijderen, dus alle wezenlijk katholieke elementen.
Dit hele proces werd door velen als des te schokkender ervaren, doordat vooral in West-Europa de vernieuwingen veel verder en sneller gingen dan het Concilie had voorgeschreven: buiten de nieuwe regels om (en vaak lijnrecht er tegenin) werd er met nieuwe vormen geëxperimenteerd. Hiertegen kwam een reactie van de aan de traditie gehechte gelovigen. Daarbij werd geageerd tegen wat men ervoer als oneerbiedigheid en godslastering: de liturgie was volgens hen banaal en kinderachtig geworden en het sacrale uit de Kerk verdwenen. De theologische vernieuwingen zouden mogelijk een groot deel van deze traditiegebonden gelovigen ontgaan zijn, ware het niet, dat tegelijkertijd het praktische hart van hun geloofsleven op zijn kop werd gezet. Vaak waren het de liturgische vernieuwingen in de praktijk (en dus niet direct de veranderingen zoals ze door het concilie waren verlangd) die deze reacties teweeg hebben gebracht.
Gelovigen die weigerden zich bij de hervormingen neer te leggen en als voornaamste grief tegen de vernieuwingen het veranderen van de aloude liturgie hadden, moesten aanvankelijk hun toevlucht nemen tot de Priesterbroederschap Sint Pius X van de emeritus aartsbisschop van Dakar, Monseigneur Marcel Lefebvre. Sinds 1988 kunnen ze echter ook terecht bij een groeiend aantal bewegingen (zoals de Petrusbroederschap) die volledig onder toezicht van en met instemming van de Heilige Stoel opereren.

## Irreguliere traditionalisten
Marcel Lefebvre was een missionaris in Afrika. Hij was vooral werkzaam geweest in Gabon en uiteindelijk benoemd tot aartsbisschop van Dakar alsmede tot buitengewoon apostolisch administrator van geheel Franssprekend West-Afrika. Lefebvre had een goede verhouding met paus Pius XII. Lefebvre was vlak na het Concilie ook een korte periode generaal-overste van de congregatie waartoe hij behoorde, de spiritijnen (de paters van de Heilige Geest). Ondanks zijn eigen deelname, was hij vanaf het begin scherp gekant tegen bepaalde uitkomsten van het concilie. Niet alleen tegen de nieuwe liturgische veranderingen die in de nasleep van het concilie volgden, maar ook bepaalde theologische inzichten. Hij meende dat de door Jezus Christus gestichte kerk niet langer gelijkgesteld zou worden met de Rooms-Katholieke Kerk. De door hem zo bewonderde paus Pius XII had immers precies dit idee veroordeeld en de Rooms-Katholieke Kerk en de ware Kerk van Christus op dogmatische wijze als "een en hetzelfde" genoemd (zie Humani Generis uit 1950, paragraaf 27). In 1970 stichtte monseigneur Lefebvre op aandringen van een groep jonge Romeinse seminaristen een seminarie in het Zwitserse Écône waar priesters werden opgeleid volgens de neothomistische methodes en werden geïnstrueerd om de liturgie te vieren volgens de Tridentijnse ritus. Door het afwijzen van onder meer de zogenaamde principiële godsdienstvrijheid die het pastoraal Tweede Vaticaans Concilie had bepaald, kwam de beweging van Lefebvre (Priesterbroederschap Sint Pius X of FSSPX), die in eerste instantie met de goedkeuring van de bisschop van Lausanne en het Vaticaan was gesticht, steeds vaker en diepgaander in conflict met de Heilige Stoel, meer bepaald met de kardinalen Benelli en Villot. De uiteindelijke breuk volgde in 1988 toen Lefebvre werd geëxcommuniceerd na het wijden van vier bisschoppen zonder toestemming van Rome.
De beweging van Lefebvre ging vanaf 1970 veel verder in haar traditionalisme dan de meeste gewone gelovigen. Theologische studies werden door de meer intellectuele aanhangers en "Lefebvristische" geestelijken georganiseerd in samenwerking met enkele traditionalistisch gezinde professoren, onder meer Guérard des Lauriers (Universiteit van Lateranen). Theologische conferenties en manifestaties werden georganiseerd, waarop ook geestelijken en antimodernistische theologen spraken die niet direct met Lefebvre samenwerkten. In Parijs kwamen vanaf midden jaren 1970 vanuit de gehele wereld traditionalistische gelovigen, intellectuelen, theologen en politici bijeen op de samenkomsten van de conferenties Si Si No No die samengingen met Tridentijnse, plechtig gezongen Pontificale missen in de kerk Saint-Nicolas-du-Chardonnet.
De stroming die rond Lefebvre (overleden 1991) ontstond, is in de loop der tijd gegroeid. De bisschoppen die Lefebvre heeft gewijd, reizen de wereld rond om traditionalistische gelovigen die zich verzetten tegen het Tweede Vaticaans Concilie en de Nieuwe Liturgie van Paulus VI van het vormsel en andere sacramenten te voorzien. Deze stroming binnen het traditionalisme bezit een eigen eigen Universitair Instituut (Institut Universitaire Saint Pie X) aan de Sorbonne in Parijs. Dit instituut biedt verschillende (natuur)wetenschappelijke opleidingen aan. De Priesterbroederschap Sint Pius X en aanverwante organisaties hebben een aantal seminaries. Verder leiden zij gymnasia, middelbare scholen en ook scholen voor het lager onderwijs, vaak door zusters geleid. Inmiddels vinden er onderhandelingen plaats tussen de Priesterbroederschap Sint Pius X en het Vaticaan om tot een regularisering van de beweging van wijlen mgr. Lefebvre te komen.

## Reguliere traditionalisten
Een gedeelte van de aanhang van Lefebvre weigerde, toen deze werd geëxcommuniceerd, zich buiten de Kerk te laten plaatsen. Zij namen afstand van de Priesterbroederschap Sint-Pius X en vormden, met toestemming van Rome, de Priesterbroederschap van Sint-Pieter (Petrusbroederschap). Deze traditionalisten hebben pauselijke toestemming om de mis te vieren volgens de Tridentijnse (Latijnse) ritus, maar verklaren zich niet principieel tegen de uitkomsten van het Tweede Vaticaans Concilie op zich. Zij zijn geregulariseerd. Daarbuiten zijn er nog vele andere geregulariseerde traditionalisten, de zogenoemde indultgroepen, waaronder Ecclesia Dei en Una Voce. Aan deze bewegingen verleende paus Johannes Paulus II zowel in 1984 (Quattuor Abhinc Annos) als in 1988 (Ecclesia Dei) speciale toestemming (indult) om de Tridentijnse mis – onder strikte voorwaarden – weer te vieren.
Naast de al genoemde Petrusbroederschap zijn er nog diverse andere reguliere traditionalistische groepen, zoals Instituut Christus Koning en Soeverein Hogepriester, Servi Jesu et Mariae, Fraternité Saint-Vincent-Ferrier en Instituut van de Goede Herder Op verschillende plaatsen zijn er personele parochies die het apostolaat verrichten voor gelovigen die gehecht zijn aan de Tridentijnse ritus.
De politieke en polariserende lading van de oude liturgische vormen begint af te nemen. Een substantieel deel van de jonge priesters heeft een voorliefde voor traditionele vormen in de liturgie, zonder noodzakelijkerwijs ook direct theologisch zeer conservatief te zijn. In sommige kringen neemt de belangstelling voor de Tridentijnse ritus in de liturgie snel toe, terwijl het taboe erop langzamerhand lijkt te verdwijnen. Dat valt enerzijds toe te schrijven aan een grotere toeschietelijkheid van het Vaticaan, al onder Johannes Paulus II, maar zeker ook onder Benedictus XVI, anderzijds aan het rommelige en vaak verkeerde gebruik van de Novus Ordo in de meeste parochies in West-Europa, waardoor deze nieuwe ritus bij sommigen een slechte naam heeft gekregen.

## Sedisvacantisme
Het sedisvacantisme is radicaler en beweert dat na het Tweede Vaticaans Concilie alle sindsdien gekozen pausen hun zetel ongeldig bekleed hebben. De benaming van deze stroming betekent letterlijk "leegzetelaars", sedes Petri vacans est: de zetel van de apostel Petrus zou leeg zijn, onbezet, illegitiem bezet maar daardoor leeg voor een rechtzinnig katholieke kandidaat. Ook het sedisvacantisme lijkt zich – weliswaar langzamer dan bovengenoemde substromingen binnen het traditionalisme – over de wereld uit te breiden. De sedisvacantisten verlangen onvoorwaardelijke terugkeer naar de geloofsleer en liturgie van voor het Tweede Vaticaans Concilie. Zij erkennen geen enkele paus die de voorconciliaire leer en (liturgische) praktijk niet uitdrukkelijk onderschrijft, herstelt en bekrachtigt. Deze stroming wenst echter wel de terugkeer van een – ook in hun ogen – katholieke paus die de Kerk herstellen moet tot de doctrinaire en liturgische toestand van voor het Concilie. Een bekende sedisvacantist is Hutton Gibson, de vader van acteur en regisseur Mel Gibson.
Het sedisprivationisme is een variant van het sedisvacantisme, soms ook wel tegenhanger ervan genoemd, en beweert, dat de pausen van na 1958 weliswaar formeel geen paus zijn, maar materieel wel: hun verkiezingen zijn geldig, maar door hun dwaling kunnen ze het pontificaat niet geldig formeel aanvaarden. 

## Traditionalisme in België, Nederland en Luxemburg
In België en Nederland is de aanwezigheid van traditionalisten en traditionalistische kapellen en kerken eerder beperkt. Toch zijn ze aanwezig in het kerkelijk landschap.

### Reguliere traditionalisten
- De Priesterbroederschap van Sint-Pieter beschikt in het Beneluxdistrict over vijf priesters die een netwerk van vijf Belgische miscentra, in Namen (2), Herstal, Brussel en Brugge en drie Nederlandse miscentra in Amsterdam, Rotterdam en Vlissingen verzorgen.

- Het Instituut Kristus Koning en Soeverein Hogepriester beschikt in het Belgisch district over drie priesters die drie miscentra, in Brussel waaronder ook de basis- en middelbare school Brussels International Catholic School verzorgen.

- Missen van individuele Indult-priesters bestaan ook, maar vormen geen netwerk. Deze bestaan in België in Bierbeek, Cortil-Noirmont, Luik, Niel-bij-As, Robertville, Verviers, Brussel (Una Cum), Antwerpen, Rixensart, en in Nederland in Utrecht, Zwartemeer en Breda.

### Irreguliere traditionalisten
- De Priesterbroederschap Sint-Pius X beschikt in het Beneluxdistrict (2025) over elf priesters, zes zusters en twee broeders, die een netwerk van zes Belgische mislocaties verzorgen in Brussel, Namen, Steffeshausen, Gent, Antwerpen en Quiévrain waar tevens de Carmel du Sacré-Cœur (Karmelietessen) gevestigd is, evenals de vrije basisschool Nôtre Dame de la Sainte-Espérence te Brussel. In Nederland zijn mislocaties te Gerwen, Leiden, Kerkrade-Blijerheide en sinds 30 december 2015 ook Utrecht. Er is ook één kapel in Bergem in Luxemburg.

### Onafhankelijke instituten, sedisprivationisten en sedisvacantisten
- Het Istituto Mater Boni Consilii (sedeprivationisme), onafhankelijken en onafhankelijke sedisvacantisten hebben vier Belgische miscentra in Sint-Gillis-bij-Dendermonde, Antwerpen, Drogenbos en Steffenshausen en één Nederlands miscentrum in Bergen op Zoom.

- De onafhankelijke Dogmatische Unie heeft vier miscentra in Nederland in Oldenzaal, Tilburg, Stein en Koewacht.

Nederlandse en Belgische roepingen zijn geen uitzonderlijk gebeuren. Jaarlijks vinden enkele Nederlanders en Belgen hun weg naar traditionalistische seminaries van priesterlijke instituten voor geestelijk leven, zowel van de Piusbroederschap (Flavigny-sur-Ozerain, Écône, Zaitzkofen, Winona, La Reja, Lvov), de Petrusbroederschap (Wigratzbad) of de Servi Jesu et Mariae (Blindenmarkt). Maar ook religieuze ordes en congregaties kunnen rekenen op roepingen. Zo zijn er intredingen bij de Benedictijnerabdijen van Le Barroux, Fontgombault en Bellaigue in Frankrijk, van Silver City in New Mexico in de Verenigde Staten en La Cruz in Brazilië, bij het Dominikanenklooster van Avrillé en het Capucijnenklooster in Morgon in Frankrijk, of de Redemptoristen op het eiland Papa Stronsay (Orkneyeilanden) in Schotland. Deze Nederlanders en Belgen kiezen voor opleidingscentra in het buitenland omdat een traditionele opleiding niet bestaat in de Benelux.

## Traditionalisme wereldwijd
In Duitsland, Frankrijk, de Verenigde Staten, Groot-Brittannië, Canada, Mexico, Italië, Polen en Spanje is het groeiend traditionalisme nadrukkelijk aanwezig. Ook zijn in die landen hun politieke en sociale invloed relatief belangrijk. Zo is Patrick J. (Pat) Buchanan, een bekende Amerikaanse presidentskandidaat en mediafiguur (1992, 1996), een overtuigde traditionalist en columnist voor traditionalistische tijdschriften als The Latin Mass Magazine.
De acteur Mel Gibson is ook een traditionalistische katholiek.

## Andere betekenissen
- Traditionalisme is naast de naam van deze nieuwe katholieke stroming, ook een filosofische stroming. Zie ook Paleoconservatisme.
- Traditionalisme staat daarnaast soms ook voor kunstzinnige en architectonische denkbeelden die consequent uitgaan van eerder bestaande modellen.